# سیروسواویتسه (استان اوپوله)
سیروسواویتسه (به لهستانی: Sierosławice) یک منطقهٔ مسکونی در لهستان است که در گمینا بچنا واقع شده‌است.